# Mariano Rumor
Mariano Rumor (Vicenza, 16 de junio de 1915-Asiago, 22 de enero de 1990) fue un político italiano conservador, miembro del partido demócrata cristiano, en dos ocasiones primer ministro de Italia.

## Biografía
En 1946 fue elegido diputado a la Asamblea Constituyente. Volviéndose líder de su partido en su Vicenza natal y en el Véneto donde el partido demócrata cristiano concentraba la mayoría de los católicos. 
Diputado en todas las legislaturas hasta 1976, integró el gobierno de Alcide De Gasperi (1951-1953) como subsecretario de Agricultura, cargo en el que se mantuvo durante el gobierno de Giuseppe Pella. En el primer gobierno de Amintore Fanfani fue subsecretario a la Presidencia del Consejo de Ministros. Al mismo tiempo, se ocupó también de su partido, integrando el grupo de los "jóvenes leones" que liderados por Fanfani, sustituyeron a la generación de los ex populares en la dirección del partido. 
Es electo secretario del partido demócrata cristiano en 1964, cargo en el que se mantiene hasta 1968. Iniciando así la fase de la hegemonía de los Dorotei, la corriente que él mismo fundó en 1959, cuando se distanció de Fanfani. 
En 1968 asume la Presidencia del Consejo de Ministros, siendo mandatario de tres gobiernos de centro-izquierda hasta 1971. Integró el gobierno en 1972 en primer lugar como Ministro del Interior del gobierno de Andreotti (1972-1973), luego como Presidente del Consejo (1973-1974), también al mando de un gobierno de centro-izquierda. Ministro de Asuntos Exteriores en los últimos dos gobiernos de Aldo Moro (1974-1976), es involucrado en el escándalo Lockheed, del cual es absuelto. 
Fue miembro del Parlamento Europeo (1979-1984), Senador las legislaturas VII (1979-1983), IX (1983-1987) y X (1987-1992). Como Senador Italiano, fue el representante del Gobierno Italiano en los Funerales del expresidente Chileno, Eduardo Frei Montalva, del cual fue uno de sus amigos.

## Atentado
Fue atacado mientras ocupaba el cargo de Ministro del Interior, en 1973 por el anarquista Gianfranco Bertolli. Cuatro personas murieron durante el ataque y cuarenta y cinco resultaron heridas, al tanto que Rumor salió ileso. Bertolli era en realidad un terrorista fascista infiltrado dentro del anarquismo italiano y un informante del SISMI, la agencia de inteligencia militar italiana, y su asesinato fue ordenado desde el poder por acercarse al Partido Comunista Italiano para formar la mayoría parlamentaria necesaria para el gobierno; y así, romper el llamado Compromiso histórico para expulsar a la izquierda del gobierno acusándola de ser la responsable, especialmente las Brigadas Rojas. De acuerdo a la justicia italiana, el General Gianadelio Maletti estaba en conocimiento del ataque se le iba a realizar a Rumor, pero fracasó en darle aviso.